# Geghanist
Geghanist är en ort i Armenien.   Den ligger i provinsen Ararat, i den centrala delen av landet, 8 kilometer sydväst om huvudstaden Jerevan. Geghanist ligger 868 meter över havet och antalet invånare är 2 409.
Terrängen runt Geghanist är platt åt sydväst, men åt nordost är den kuperad. Runt Geghanist är det ganska tätbefolkat, med 155 invånare per kvadratkilometer.. Närmaste större samhälle är Jerevan, 8,1 kilometer nordost om Geghanist.
Trakten runt Geghanist består till största delen av jordbruksmark.